# Itochu
ITOCHU Corporation (伊藤忠商事株式会社) er en japansk handelsvirksomhed (sogo shosha). De har hovedkvarter i Osaka.
De handler især tekstiler, maskiner, metaller, energi, fødevarer og forbrugsvarer.